# Stuttgart
Stuttgart (phiên âm tiếng Việt: Xtút-gát, tiếng Đức: [ˈʃtʊtɡaʁt] ⓘ) là thành phố nằm phía nam nước Đức và là thủ phủ của bang Baden Württemberg. Với dân số ước tính 590.000 người (tháng 9/2005) Stuttgart là thành phố lớn nhất của bang Baden Württemberg và là thành phố lớn thứ sáu của Đức. Với Quốc hội bang, chính phủ bang cũng như nhiều cơ quan của bang, Stuttgart là trung tâm chính trị của Baden Württemberg.thành phố lớn gần đó là Frankfurt am Main (204 km về hướng tây-bắc) và München (220 km về phía đông-nam).
Stuttgart là thành phố trực thuộc bang và cũng là trụ sở của khu vực hành chính Stuttgart (4.007.385 dân cư, 30 tháng 6 năm 2005) và vùng Stuttgart (2.666.849, 30 tháng 6 năm 2005) cũng như là của giám mục Tin Lành Württemberg và của Công giáo (giáo xứ Rottenburg Stuttgart).
Stuttgart (Swabian Schduágórd; vào khoảng năm 950: Stuotgarten;  nghĩa gốc là Stutengarten) là thủ phủ của bang Baden-Württemberg, với 633.484 cư dân (31 tháng 12 năm 2023) là thành phố đông dân nhất của bang này. Với 3.056 cư dân trên mỗi km vuông, đây là thành phố lớn thứ sáu của Đức. Thành phố Stuttgart là trung tâm của vùng Stuttgart, nơi có khoảng 2,8 triệu dân  và là một trong những khu vực đô thị lớn nhất ở Đức. Stuttgart là thành phố được chia thành 23 quận, là trụ sở của chính quyền bang và quốc hội bang cũng như nhiều cơ quan chính quyền bang và liên bang, Stuttgart là một trong những trung tâm chính trị của đất nước. Nghị viện khu vực của vùng Stuttgart, một trong ba khu vực trong khu hành chính Stuttgart, họp tại Stuttgart-Mitte. Ngoài ra, Stuttgart còn là trụ sở của giám mục vùng Tin Lành của Württemberg và là một phần của giáo phận Công giáo Rottenburg-Stuttgart. Thành phố này là một địa điểm kinh doanh quan trọng và trung tâm tài chính.
Cảnh quan thành phố Stuttgart được tạo thành từ nhiều ngọn đồi, một số có vườn nho, thung lũng như lưu vực Stuttgart và thung lũng Neckar, các không gian xanh như Công viên Rosenstein, Công viên Schlossgarten và Công viên Killesberg cũng như sự phát triển đô thị dày đặc với tỷ lệ dân cư hậu đô thị cao. Các tòa nhà theo chủ nghĩa hiện đại hậu chiến, các khu xây dựng cũ từ thời Wilhelminian, các thị trấn cổ có nhà khung gỗ như Bad Cannstatt, các di tích kiến trúc, nhà thờ và một số tòa nhà cao tầng.

### Vị trí địa lý
Stuttgart nằm trong một thung lũng hình chiếc bát màu mỡ cao khoảng 270m trên mực nước biển. Thành phố này thường được mô tả là nằm giữa "zwischen Wald und Reben" ("giữa rừng và nho") vì nghề trồng nho và các khu rừng xung quanh. Các quận mở rộng ở phía bắc tới lưu vực Neckar, ở phía tây đến Glemswald và Gäu, ở phía đông đến chân đồi Schurwald và ở phía nam đến đồng bằng Filder và chân đồi Schönbuch. Ở phía đông nam, Neckar chảy vào khu vực đô thị gần các quận Hedelfingen và Obertürkheim từ Esslingen am Neckar và lại chảy vào quận Mühlhausen ở phía đông bắc.
Độ cao dao động từ 207m trên mực nước biển tại Neckarschleuse Hofen tới độ cao 549m trên Bernhartshöhe gần ngã ba đường cao tốc Stuttgart. Các độ cao nổi bật nhất bao gồm Birkenkopf (511m) ở rìa lưu vực thung lũng, Württemberg (411m) phía trên thung lũng Neckar và Grüner Heiner (395m) ở giới hạn phía tây bắc thành phố.

Stuttgart
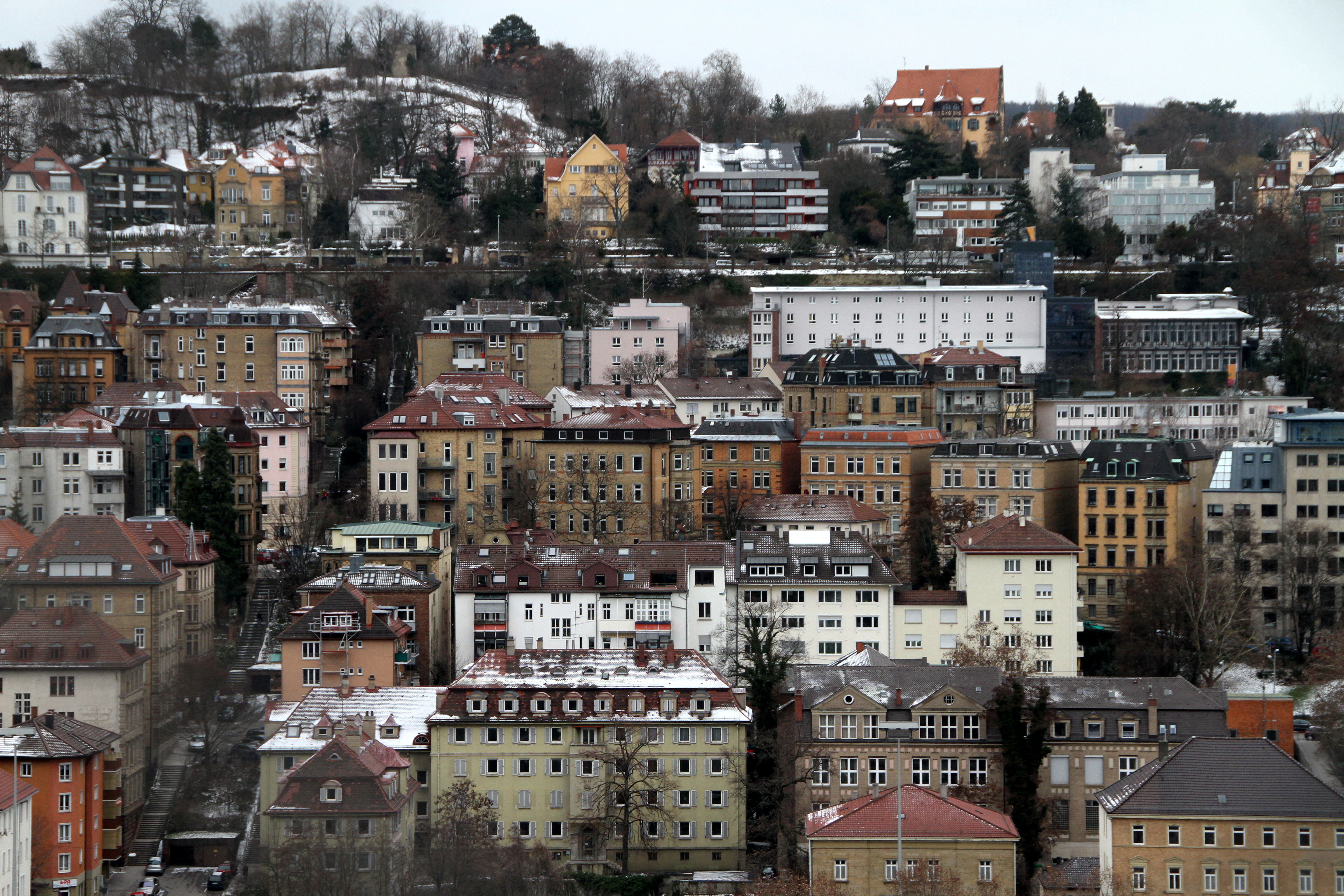
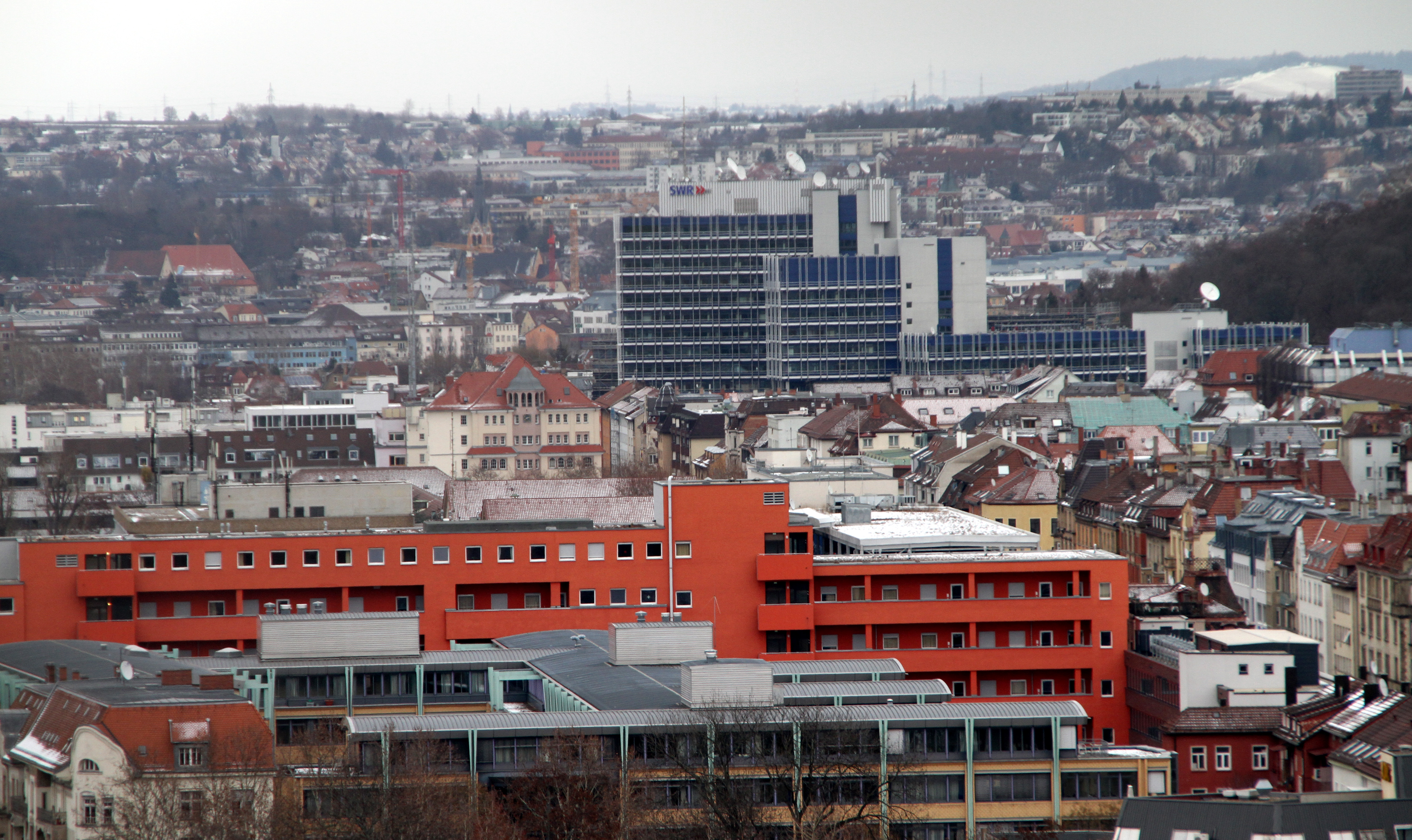
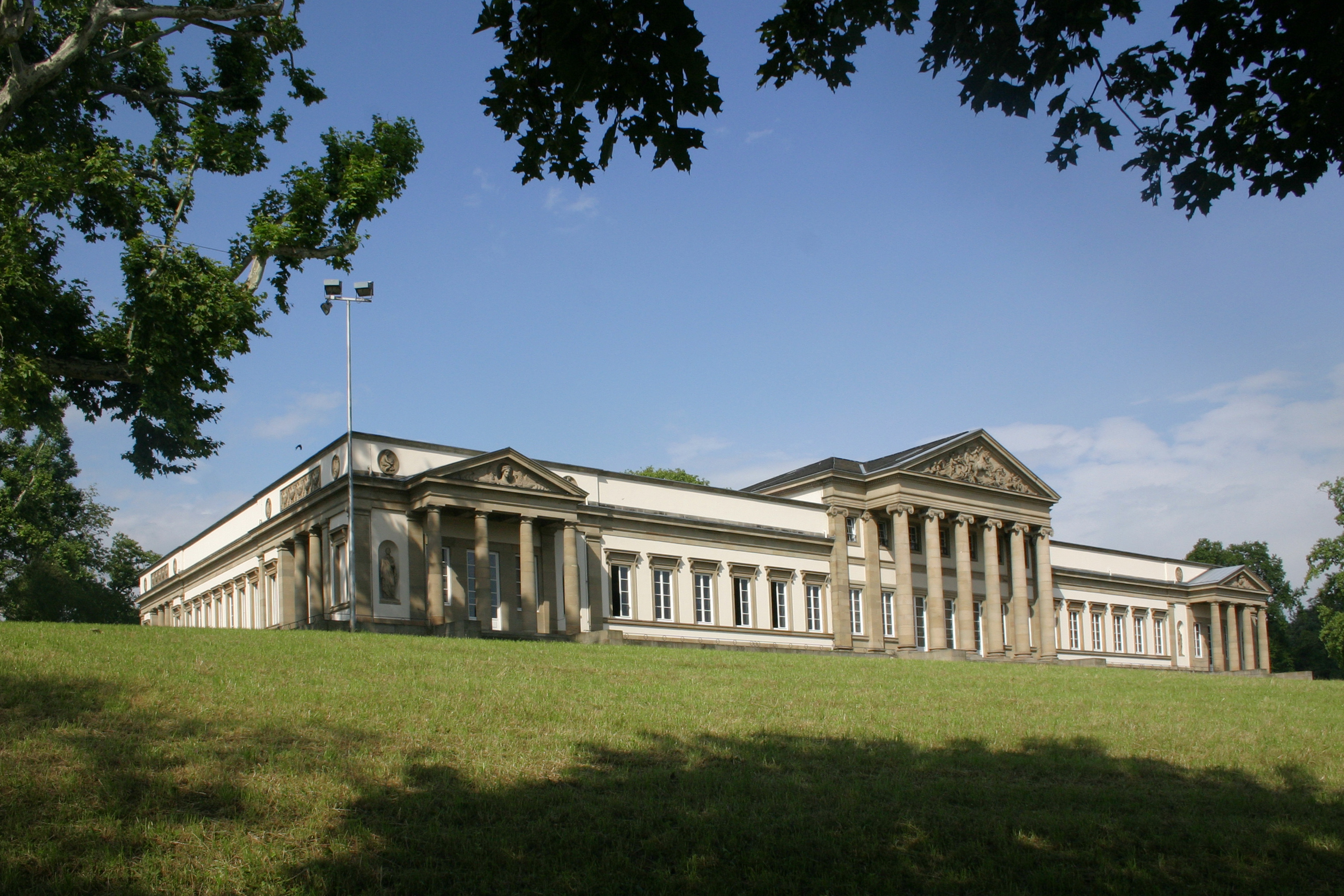
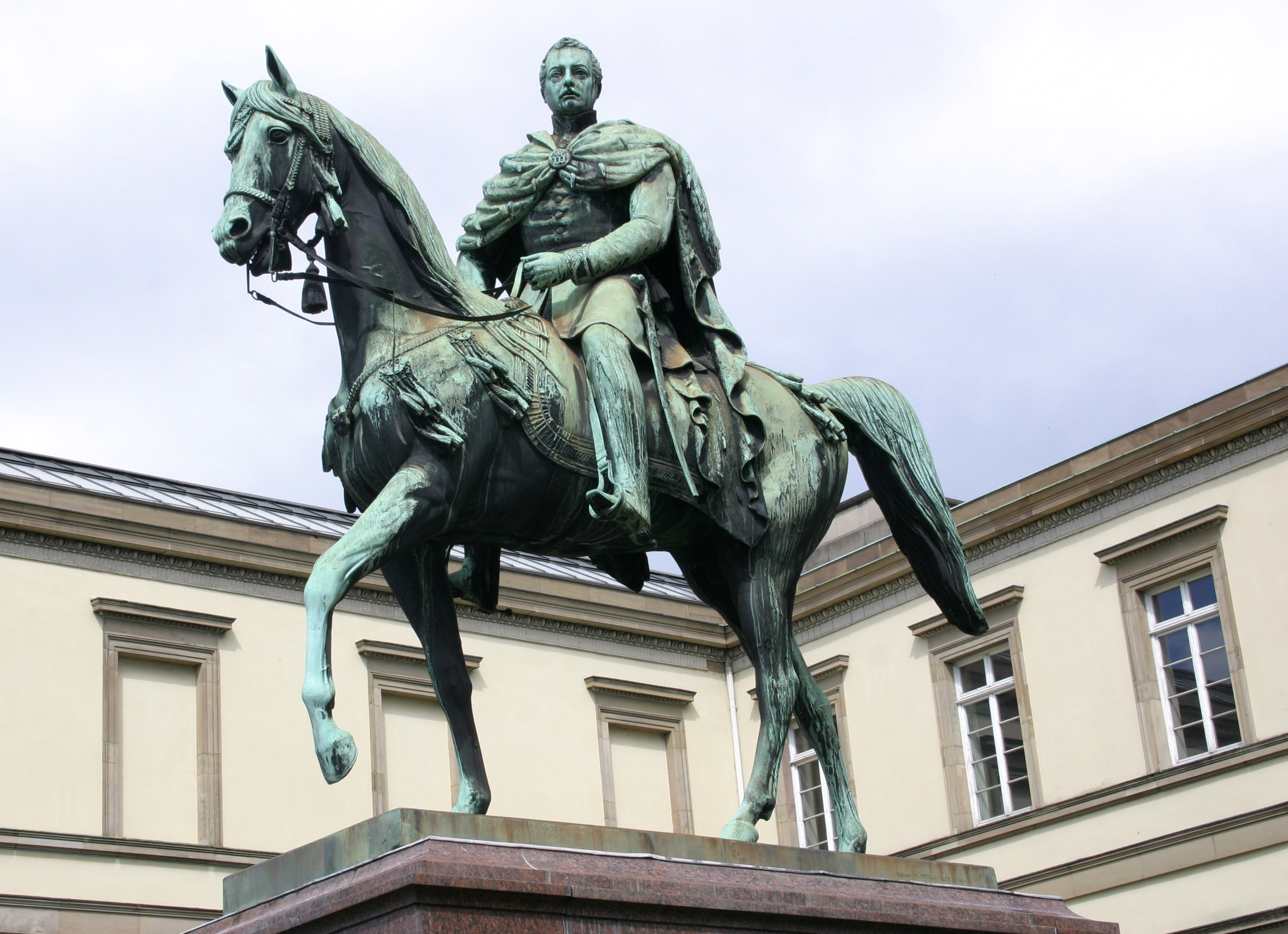
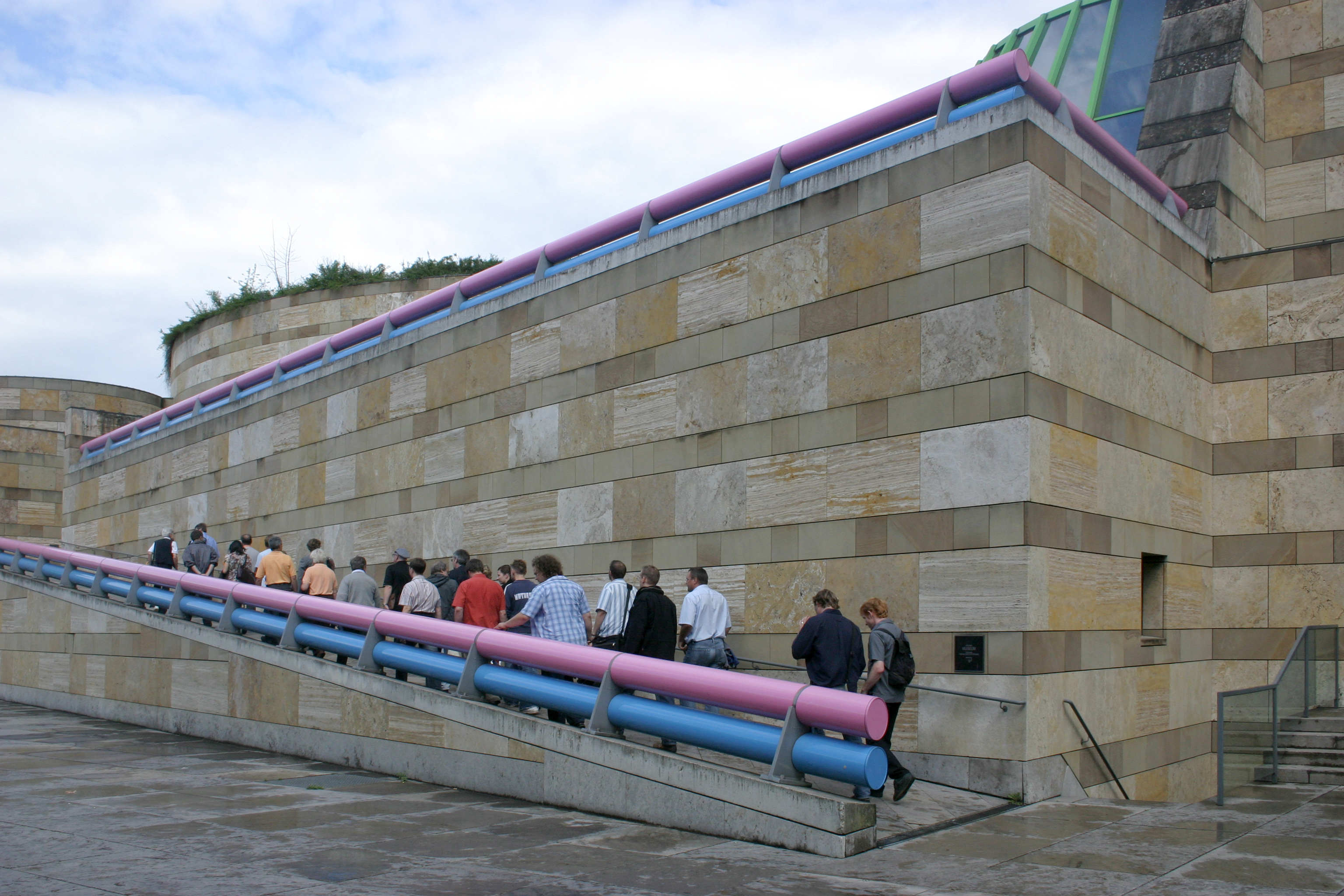
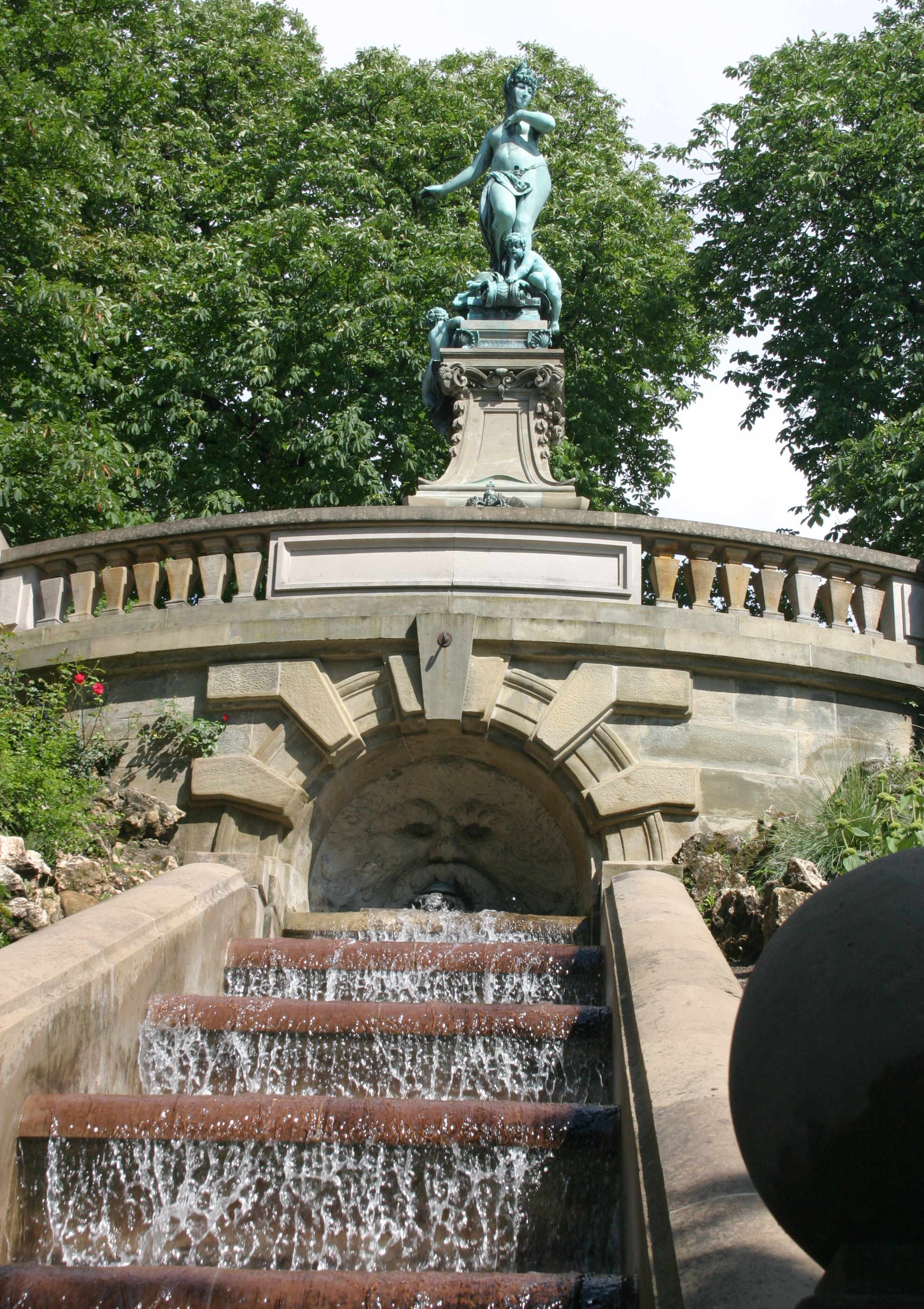
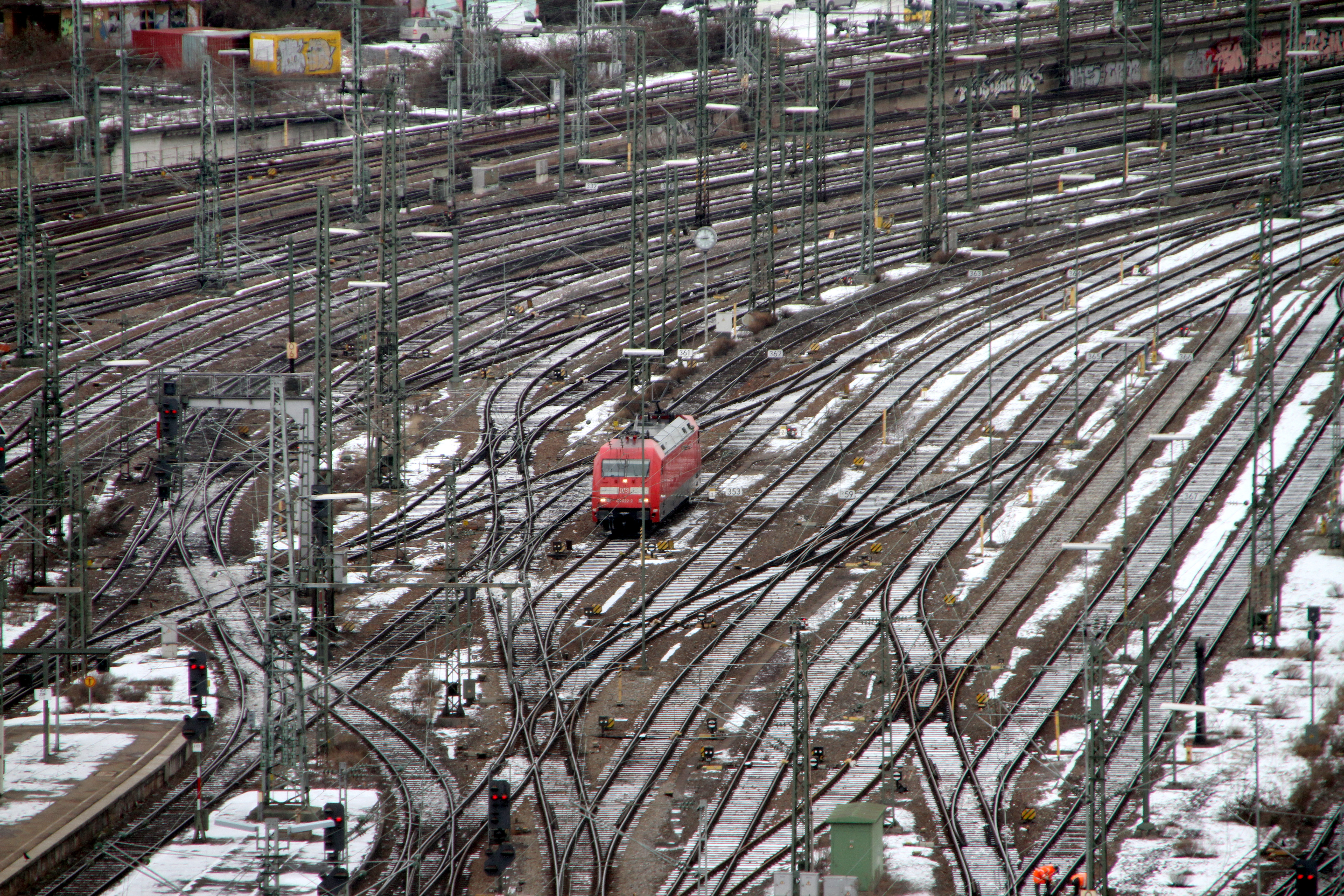
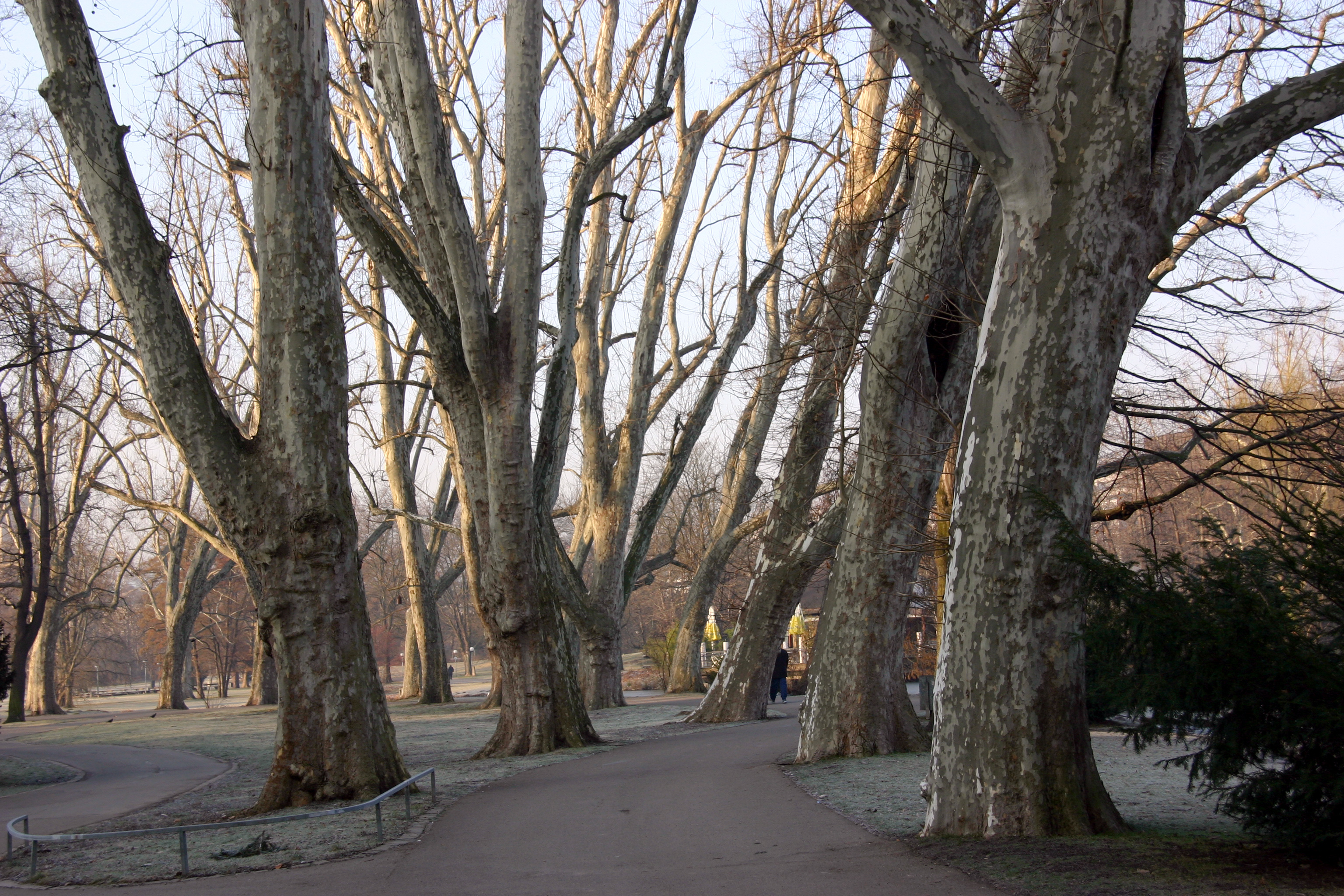
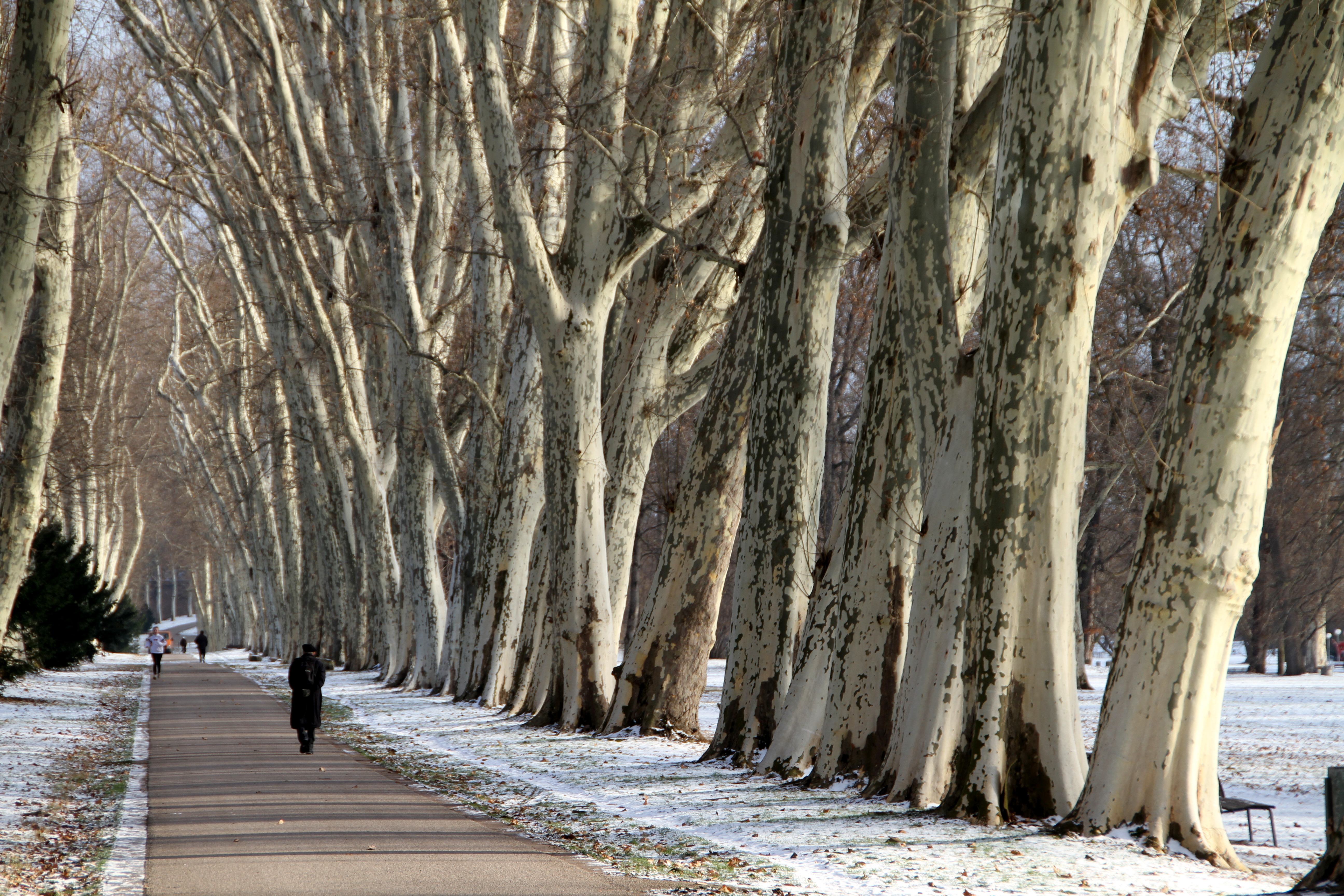
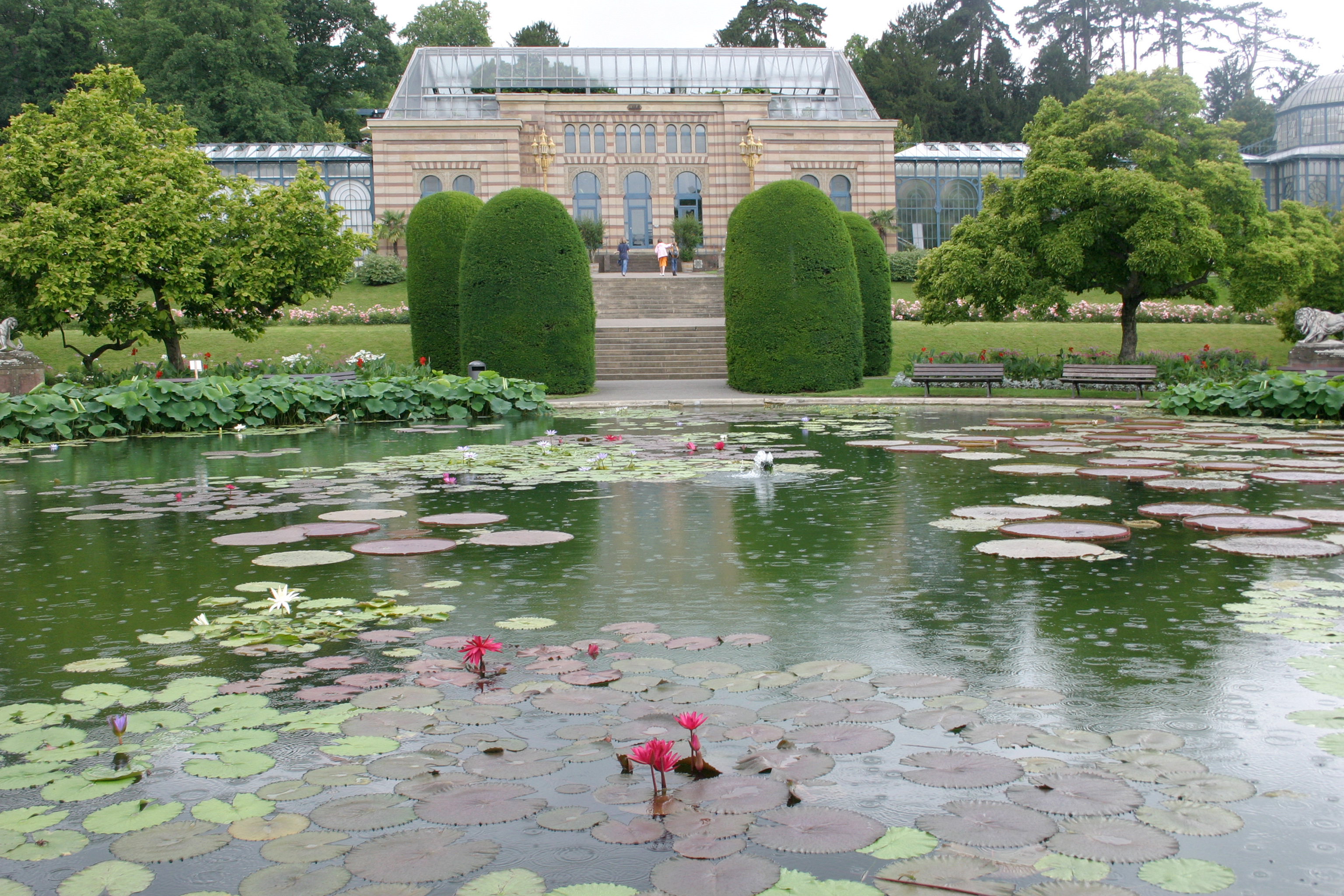